# 山本富士雄
山本 富士雄（やまもと ふじお、1966年5月27日 - ）は、日本の元サッカー選手、サッカー指導者である。
フィジカルコンタクトに強く、ミッドフィールダーまたはディフェンダーとして守備的なポジションをいずれもこなす 選手だった。

## 来歴
神奈川県立小田原高等学校出身、卒業後筑波大学に進学した。
1990年に日本サッカーリーグ1部に復帰した三菱自動車に加入し2シーズンでJSL5試合1得点を記録するが浦和レッドダイヤモンズになってから出場機会がなく、翌年はNKKに移籍した。翌1994年にはベルマーレ平塚に移籍し、守備のバックアッパーとして活躍し、1996年に引退した。
1997年にはサッカー指導者として桐蔭学園高等学校サッカー部の監督に就任。2005年に日本サッカー協会公認S級ライセンスを取得した。2011年にはインターハイ優勝に導くなどの活躍をし、2014年に退職した。その後、アビスパ福岡のアカデミーコーチに就任し、岡田武史率いる中国の杭州緑城足球倶楽部へ派遣された。
その後、北越高等学校のアドバイザーを経て、2019年からレノファ山口FCU-18の監督を努めている。
2022年、レノファ山口FCトップチームのヘッドコーチに就任。
2023年よりブランデュー弘前FCのトップチーム監督に就任。
2025年より、アトレチコ鈴鹿クラブのトップチーム監督に就任。

## 所属クラブ
- 神奈川県立小田原高等学校
- 筑波大学
- 1990年 - 1992年 三菱自動車/浦和レッズ
- 1993年 NKK
- 1994年 - 1996年 ベルマーレ平塚

## 個人成績
| 国内大会個人成績 | 国内大会個人成績 | 国内大会個人成績 | 国内大会個人成績 | 国内大会個人成績 | 国内大会個人成績 | 国内大会個人成績 | 国内大会個人成績    | 国内大会個人成績 | 国内大会個人成績 | 国内大会個人成績 | 国内大会個人成績 |
| 年度             | クラブ           | 背番号           | リーグ           | リーグ戦         | リーグ戦         | リーグ杯         | リーグ杯            | オープン杯       | オープン杯       | 期間通算         | 期間通算         |
| 年度             | クラブ           | 背番号           | リーグ           | 出場             | 得点             | 出場             | 得点                | 出場             | 得点             | 出場             | 得点             |
| 日本             | 日本             | 日本             | 日本             | リーグ戦         | リーグ戦         | リーグ杯         | リーグ杯            | 天皇杯           | 天皇杯           | 期間通算         | 期間通算         |
| ---------------- | ---------------- | ---------------- | ---------------- | ---------------- | ---------------- | ---------------- | ------------------- | ---------------- | ---------------- | ---------------- | ---------------- |
| 1990-91          | 三菱             | 20               | JSL1部           | 1                | 0                | 0                | 0                   |                  |                  |                  |                  |
| 1991-92          | 三菱             | 20               | JSL1部           | 4                | 1                | 0                | 0                   |                  |                  |                  |                  |
| 1992             | 浦和             | -                | J                | -                | -                | 0                | 0                   | 0                | 0                | 0                | 0                |
| 1993             | NKK              |                  | 旧J2             | 14               | 0                | 0                | 0                   | 1                | 0                | 15               | 0                |
| 1994             | 平塚             | -                | J                | 0                | 0                | 0                | 0                   |                  |                  |                  |                  |
| 1995             | 平塚             | -                | J                | 17               | 0                | -                | -                   | 0                | 0                | 17               | 0                |
| 1996             | 平塚             | -                | J                | 10               | 0                | 4                | 0                   | 0                | 0                | 14               | 0                |
| 通算             | 日本             | 日本             | J                | 27               | 0                | 4                | 0\|\|\|\|\|\|\|\|   |                  |                  |                  |                  |
| 通算             | 日本             | 日本             | JSL1部           | 5                | 1                | 0                | 0\|\|\|\|\|\|\|\|\| |                  |                  |                  |                  |
| 通算             | 日本             | 日本             | 旧J2             | 14               | 0                | 0                | 0                   | 1                | 0                | 15               | 0                |
| 総通算           | 総通算           | 総通算           | 総通算           | 46               | 1                | 4                | 0\|\|\|\|\|\|\|\|   |                  |                  |                  |                  |

各シーズンの所属クラブ/背番号/出場・得点記録の出典
その他の公式戦
- 1990年
  - コニカカップ 4試合0得点
- 1991年
  - コニカカップ 1試合0得点

1993年は天皇杯予選記録不明。
出場歴
- Jリーグ初出場：1995年3月18日 サントリー第1節 対V川崎戦（国立）
- JSL(1部)初出場：1991年3月16日 第15節 対NKK戦（等々力）
- JSL(1部)初得点：1992年3月29日 第22節 対松下戦（西が丘）

## 指導歴
- 1997年 - 2007年  桐蔭学園高等学校 監督
- 2008年  多摩大学目黒高等学校 監督
- 2009年 - 2013年  桐蔭学園高等学校 監督
- 2014年  アビスパ福岡 アカデミーコーチ
- 2014年 - 2017年  杭州緑城Ｕ-17〜Ｕ-20 監督
- 2018年  北越高等学校 アドバイザーコーチ
- 2019年 - 2022年  レノファ山口FC
  - 2019年 - 2021年 U-18 監督
  - 2022年 トップチーム ヘッドコーチ
- 2023年 - 2024年  ブランデュー弘前FC 監督
- 2025年 -  アトレチコ鈴鹿クラブ 監督

## DVD
- 桐蔭学園のサッカートレーニング ～フットボール・ブレインを鍛える!～（2012年）ティアンドエイチ株式会社